# Дельфіна
Дельфі́на (дав.-гр. Δελφύνη — «лоно») — персонаж давньогрецької міфології, напівжінка-напівзмія (дракайна).
Вона була сторожем Зевса в Корікійській печері в Кілікії, де бога ув'язнив Тифон, попередньо перерізавши йому сухожилля і позбавивши громовержця тим самим можливості поворухнути навіть пальцем. Дельфіні Тифон віддав на зберігання і сухожилля Зевса, загорнуті у ведмежу шкуру. Гермес і Пан потайки вирушили до печери, де Пан мало не до смерті перелякав  Дельфіну своїм воланням, а Гермес спритно викрав сухожилля і не менш вправно приставив їх до кінцівок Зевса.
За іншою версією, сухожилля у Дельфіни виманив Кадм, що під старість перетворився на дракона. Він сказав, що йому сухожилля потрібні, щоб зробити струни для ліри, на якій він збирається виконувати для неї солодку музику.
Іноді її ототожнювали з драконом Піфоном, який свого часу охороняв вхід до Дельфійського оракула і носив ім'я Дельфіній.